# Médecine générale
 (janvier 2019).
 (janvier 2019).
Si vous disposez d'ouvrages ou d'articles de référence ou si vous connaissez des sites web de qualité traitant du thème abordé ici, merci de compléter l'article en donnant les références utiles à sa vérifiabilité et en les liant à la section « Notes et références ».
La médecine générale, ou médecine familiale, est une spécialité médicale prenant en charge le suivi durable, le bien-être et les soins de santé généraux primaires d'une communauté, sans se limiter à des groupes de maladies relevant d'un organe, d'un âge, ou d'un sexe particulier. Le médecin généraliste, aussi appelé médecin omnipraticien ou médecin de famille, est donc souvent consulté pour diagnostiquer les symptômes avant de traiter la maladie ou de référer le patient à un autre médecin spécialiste.
Dans la plupart des cas, le médecin traitant d'une personne est un médecin généraliste. Un exemple d'une exception serait un jeune qui a un pédiatre (médecin spécialiste) pour médecin traitant. Les médecins omnipraticiens, cependant, ont aussi toutes les compétences nécessaires pour les traiter de façon efficace.

## Définition de la spécialité de la médecine générale
Les médecins généralistes sont chargés de dispenser des soins globaux et continus à tous ceux qui le souhaitent indépendamment de leur âge, de leur sexe et de leur maladie. Ils soignent les personnes dans le contexte de leur famille, communauté, culture et toujours dans le respect de leur autonomie. Ils acceptent d’avoir également une responsabilité professionnelle de santé publique envers leur communauté. Dans la négociation des modalités de prise en charge avec leurs patients, ils intègrent les dimensions physique, psychologique, sociale, culturelle et existentielle, mettant à profit la connaissance et la confiance engendrées par des contacts répétés. Leur activité professionnelle comprend la promotion de la santé, la prévention des maladies et la prestation de soins à visée curative et palliative. Ils agissent personnellement ou font appel à d’autres professionnels selon les besoins et les ressources disponibles dans la communauté, en facilitant si nécessaire l’accès des patients à ces services.

## Caractéristiques de la discipline de la médecine générale
La médecine générale est une discipline scientifique et universitaire, avec son contenu spécifique de formation professionnelle, de recherche de pratique clinique, et ses propres fondements scientifiques. C’est une spécialité clinique orientée vers les soins primaires :
- elle est habituellement le premier contact avec le système de soins, permettant un accès ouvert et non limité aux usagers, prenant en compte tous les problèmes de santé, indépendamment de l’âge, du sexe, ou de toutes autres caractéristiques de la personne concernée comme son niveau social sous peine de signalement (en France[3]) ;
- elle utilise de façon efficiente les ressources du système de santé par la coordination des soins, le travail avec les autres professionnels de soins primaires et la gestion du recours aux autres spécialités, se plaçant si nécessaire en défenseur du patient ;
- elle développe une approche centrée sur la personne dans ses dimensions individuelles, familiales, et communautaires ;
- elle utilise un mode de consultation spécifique qui construit durablement une relation médecin-patient basée sur une communication appropriée ;
- elle a la responsabilité d’assurer des soins continus et longitudinaux, selon les besoins du patient ;
- elle base sa démarche décisionnelle spécifique sur la prévalence et l’incidence des maladies en soins primaires ;
- elle gère simultanément les problèmes de santé aigus et chroniques de chaque patient ;
- elle intervient à un stade précoce et indifférencié du développement des maladies, qui pourraient éventuellement requérir une intervention rapide ;
- elle favorise la promotion et l’éducation pour la santé par une intervention appropriée et efficace ;
- elle a une responsabilité spécifique de santé publique dans la communauté ;
- elle répond aux problèmes de santé dans leurs dimensions physique, psychologique, sociale, culturelle et existentielle.

## Compétences fondamentales
La définition de la discipline comme de la spécialité médicale met en évidence les compétences fondamentales du médecin généraliste, donc essentielles à la discipline, indépendamment du système de santé dans lequel ces définitions sont appliquées.
Les onze caractéristiques centrales qui définissent la discipline se rapportent à des capacités ou habiletés que chaque médecin de famille spécialisé doit maîtriser. Elles peuvent être rassemblées en six compétences fondamentales (en référence aux caractéristiques) :
1. La gestion des soins de santé primaires (a, b)
2. Les soins centrés sur la personne (c, d, e)
3. L’aptitude spécifique à la résolution de problèmes (f, g)
4. L’approche globale (h, i)
5. L’orientation communautaire (j)
6. L’adoption d’un modèle holistique (k)

Le médecin généraliste applique ces compétences dans trois champs d’activité :
1. démarche, raisonnement clinique,
2. communication avec les patients,
3. gestion du cabinet médical.

Comme discipline scientifique centrée sur la personne, trois dimensions spécifiques doivent être considérées comme fondamentales :
1. contextuelle : utiliser le contexte de la personne, la famille, la communauté et la culture ;
2. comportementale : basée sur les capacités professionnelles du médecin, ses valeurs et son éthique ;
3. scientifique : adopter une approche critique basée sur la recherche et maintenir cette approche par une formation continue et une amélioration de la qualité[4].

## Exercice de la médecine générale

### Pratique
Le médecin généraliste exerce au sein d'une structure de soin primaire, une unité de soins, c'est-à-dire de premier recours (il est le premier médecin vu par le patient). En France, le mode d'exercice le plus fréquent de la médecine générale est la médecine libérale. Le médecin généraliste y est rémunéré au nombre d'actes effectués. En France, certains médecins généralistes libéraux exercent aussi une ou plusieurs journées par semaine dans une structure autre que leur cabinet : hôpital, maison de retraite, centre de planning familial, centre de protection maternelle et infantile…
- Entretien : la première étape d'une consultation est l'entretien clinique, (l'interrogatoire a été abandonné) qui assure le recueil des motifs de consultation, l'anamnèse, et souvent l'hypothèse du diagnostic ou la crainte du consultant, la demande administrative. C'est l'étape la plus cruciale de la consultation, . Le médecin y écoute son patient, d'abord librement, puis reformule pour ouvrir, ou l'oriente par des questions. Il permet de connaître les antécédents du patient, les symptômes ressentis, l'ancienneté de la maladie et son évolution, les traitements déjà suivis, les attentes du patient…

Le raisonnement médical est largement probabiliste, hypothético-déductif en théorie.
- Examen physique : à l'issue de l'entretien, le médecin a souvent une orientation, une ou plusieurs hypothèses sur la situation ; l'examen sert à confirmer ou infirmer ces hypothèses, rechercher des signes physiques, et ainsi apporter des preuves pour appuyer un diagnostic. Il utilise pour cela l'inspection, la palpation, l'auscultation, la percussion.
  - inspection : prise des constantes vitales telles que température, pression artérielle, pouls ; examen des tympans, de la gorge chez les enfants ;
  - palpation : examen des ganglions, abdominal, gynécologique, rhumatologique ;
  - auscultation : écoute des bruits du cœur, des poumons, de l'abdomen, éventuellement de vaisseaux sanguins à la recherche d'un souffle. (avec un stéthoscope) ;
  - percussion : test des réflexes avec un marteau réflexe (évaluation neurologique périphérique), mais également, la percussion abdominale et pulmonaire à la recherche d'un épanchement ou au contraire, d'un volume aérien.

- Conclusion : à l'issue de l'entretien et l'examen une conclusion probabiliste, un résultat de consultation est apporté. Le dictionnaire des résultats de consultation de la SFMG est une des façons de le formaliser ; la Classification internationale des soins primaires (CISP) aussi.

Le généraliste suit souvent des patients porteurs de pathologies chroniques. Des synthèses réalisées lors de consultations approfondies sont réalisées. Le suivi étale et balaie les multiples objectifs de prise en charge, information, éducation, décision, surveillance, adaptation, déprescription au cours de consultations de réévaluation et non de renouvellement.
- Examen complémentaire : parfois nécessaire, parfois réalisé au cabinet même (par exemple un électrocardiogramme) ou bien sur prescription pour être réalisé dans un laboratoire : (prélèvement de tissus, prise de sang) ou un cabinet de radiologie ;

- Prescription : à partir de ce diagnostic probabiliste, le médecin peut faire une prescription médicamenteuse, ou non médicamenteuse ; Orienter vers un spécialiste ; Prescrire des séances de kinésithérapie, des soins infirmiers… ; ou déclencher des soins d'urgence ou une procédure d'hospitalisation.

Il peut également effectuer lui-même des soins (injection, suture, pansement).
- Hospitalisation et soins ambulatoires.

Lorsque l'accès à un centre hospitalier est malaisé, le médecin généraliste libéral prend en charge des traumatismes plus importants (par exemple les luxations dans les stations de sports d'hiver). Il peut également collaborer aux secours publics soit spontanément (obligation d'intervention s'il est témoin d'un accident ou d'un malaise, article 9 du Code de déontologie médicale), soit sur requête du Samu ou en tant que médecin sapeur-pompier. Il se doit (déontologie) de participer à la permanence des soins avec un système de garde alternée les soirs et week-ends; on s'oriente vers la création de « maisons médicales » où seront assurés les soins en dehors des heures d'ouverture des cabinets. Un décret de 2005 institue le volontariat en matière de permanence des soins et une revalorisation tarifaire pour les urgences régulées (en France : centres 15 et SOS Médecins).
- Rôle médico-légal : il peut délivrer des certificats permettant des activités sportives (certificat de non contre-indication à la pratique d'un sport), pouvant servir de base à une action en justice (constatation de préjudice physique ouvrant droit indemnisation), pouvant déboucher sur une hospitalisation sans consentement (hospitalisation à la demande d'un tiers, hospitalisation d'office) ; il délivre également les certificats de décès ;

- Dossier.

Ces différents axes pratiques s'appuient sur l'utilisation d'un dossier médical. Le dossier informatisé a largement remplacé le dossier papier. Il comporte une partie administrative, une hiérarchisation des principaux antécédents, une partie systématique, dépistages, vaccins avec des alertes, et des notes, résumés des consultations, hypothèses, protocoles de prise en charge.

### Décision
Le diagnostic et la prise en charge s'inscrivent souvent dans le paradigme de la médecine fondée sur les faits. En médecine générale, la gestion de plusieurs problèmes en même temps, la complexité des situations, des situations très spécifiques non étudiées par des consensus ou recommandations ou méta-analyses, et la difficulté à maîtriser voire connaître toutes ces très nombreuses données, peuvent amener le praticien à prendre des décisions personnelles s'appuyant sur son expérience, des simples avis ou opinions d'experts, ou bien son « flair clinique ».
Les déterminants de décision médicale sont nombreux. Le rôle d'expert du médecin au service du consultant, lui impose de s'y former, de rester indépendant de l'industrie pharmaceutique, des pouvoirs publics, d’intérêts financiers.
Un conflit d’intérêt devrait être explicité au consultant.
Se dégager de l'influence de Relais d'opinion, de la publicité, ou de pratiques non fondées sur les « données acquises de la science » ou « connaissances médicales avérées », est un objectif exigeant.
La décision partagée est une approche communicante entre praticien et consultant, l'éclairant sur les effets favorables et défavorables, le rapport bénéfices risques d'un dépistage d'une exploration d'une intervention d'une thérapeutique. Elle vise à une décision éclairée.
Le consentement du malade aux soins est une obligation consécutive au caractère contractuel de la relation médecin-malade. le consentement éclairé s'inscrit dans ce modèle de décision partagée.

### Secret médical en France
Le médecin ne doit révéler aucun élément concernant la santé d'une personne, que ce soit une personne qu'il aurait eue en consultation ou d'une déduction qu'il aurait faite en dehors de son activité professionnelle (article 226-13 code pénal français, article 4 du code de déontologie médicale) et ce, même si le malade le lui demande. Il est aussi tenu au Serment d'Hippocrate.
Toutefois, il peut, et doit, lever ce secret médical dans certains cas notamment :
- lorsqu'il est témoin de sévices envers une personne sans défense, par exemple enfant ou personne âgée (article 226-14 code pénal, articles 43 et 44 du code de déontologie médicale) ;
- lorsqu'il y a nécessité pour porter assistance à une personne en péril (article 122-7 du code pénal) ;
- lorsque la révélation permettrait d'innocenter une personne accusée à tort (article 434-11 du code pénal) ;
- pour sa propre défense lorsqu'il est accusé (article 11 du code de procédure pénale français).

Dans d'autres situations, la dérogation au secret médical est possible mais non obligatoire, par exemple la déclaration d'un viol sur personne majeure, si la victime le demande.
Certaines situations sont exclues du champ du secret médical :
- les pathologies liées à un accident du travail ou à une maladie professionnelle, ou les déclarations visant à l'obtention d'une pension d'invalidité ;
- certaines maladies infectieuses sont à déclaration obligatoire auprès des autorités sanitaires (variole, choléra, charbon, fièvres hémorragiques virales, les intoxications alimentaires collectives…) ;
- les certificats de santé, résumant l'état de santé des enfants, obligatoires et transmis à la protection maternelle et infantile. Ces certificats sont établis au 8e jour, aux 9e et 24e mois ;
- le décès (le certificat de décès étant transmis aux autorités) ;
- les mesures de protection juridique des majeurs incapables : déclaration au procureur de la république visant à l'ouverture d'une sauvegarde de justice, certificats pour l'ouverture d'une tutelle ou d'une curatelle ;
- de même les certificats permettant une hospitalisation sans consentement (hospitalisation d'office ou à la demande d'un tiers).

### Devoir d'information
Le médecin a un devoir d'information envers ses patients (article 35 du code de déontologie médicale). Il doit rechercher leur consentement avant de prodiguer les soins (art. 36 du même code).
Cette obligation déontologique est reprise dans les principes généraux du Code de la Santé Publique à l'article L.1111-2 en ces termes : « Toute personne a le droit d'être informée sur son état de santé. Cette information porte sur les différentes investigations, traitements ou actions de prévention qui sont proposés, leur utilité, leur urgence éventuelle, leurs conséquences, les risques fréquents ou graves normalement prévisibles qu'ils comportent ainsi que sur les autres solutions possibles et sur les conséquences prévisibles en cas de refus. (…) ».
En cas d'inobservation de cette obligation, le médecin engage sa responsabilité professionnelle et peut être tenu à réparer le préjudice causé au patient (sur l'étendue du devoir d'information en jurisprudence : défaut d'information et fréquence du risque).

### Prescriptions et indépendance vis-à-vis de l'industrie pharmaceutique
Les rapports ambigus qu'entretient l'industrie pharmaceutique font régulièrement l'objet dans la presse. Ces enquêtes sont également corroborées par certains rapports officiels. Ainsi, fin octobre 2007, l'Inspection générale des affaires sociales (IGAS) a remis un rapport au gouvernement. On y trouve une dénonciation de l'excès des dépenses de l'industrie pharmaceutique : afin d'assurer la promotion de ses médicaments, celle-ci dépense, d'après ce rapport, 3 milliards d'euros par an. Le montant de ces stratégies marketing intègre le coût des visiteurs médicaux qui sont chargés de la promotion des médicaments auprès des généralistes (cela représente 25 000 euros par an et par généraliste). D'après une étude citée dans ce rapport, « ces visites influencent plus fortement les comportements des médecins qu'ils ne le pensent ». S'appuyant sur ces données, l'IGAS préconise de « viser une réduction de plus de la moitié » de ces dépenses.

### État de la profession en France
Selon les chiffres publiés le 2 juin 2016 par le CNOM, le nombre total de médecins généralistes en France a baissé de 8,4% entre 2007 et 2016. Une baisse préoccupante des vocations qui devrait se poursuivre jusqu'en 2025.

## Formation

### En France

#### Formation initiale commune
La formation d'un médecin généraliste repose sur 6 années de tronc commun dans une UFR de médecine. À l'issue de ce tronc commun, des épreuves dématérialisée nationales (EDN) permettent aux candidats de choisir leur spécialité. Les étudiants effectuent alors un internat durant trois ans pour ceux ayant commencé leur internat avant 2023 et quatre ans depuis cette date. L'internat en médecine générale permettant l'obtention du DES de Médecine générale.
Les six premières années sont communes à tous les futurs médecins français. La première année est aussi commune aux études d'odontologie, de kinésithérapie (dans certaines universités) de pharmacie et de sage-femme Elle est sanctionnée par un concours. Le rang du candidat détermine son orientation en médecine, odontologie, ou études de sage-femme. Les deux années suivantes (appelées propédeutique en Belgique, comme autrefois en France) sont consacrées aux sciences fondamentales : anatomie, physiologie humaine, biochimie, bactériologie, statistiques… Enfin, les trois années suivantes, traditionnellement appelées « externat » sont consacrées à l'apprentissage de la médecine clinique avec des périodes de stage au lit du malade. Cette période est occupée par un programme de 345 « questions » couvrant une vaste étendue de pathologies humaines, choisies en raison de leur fréquence et/ou de leur gravité. L'externat se termine par les épreuves classantes nationales (ECN, qui succèdent au concours de l'internat depuis juin 2004) dont le résultat (rang d'affectation) détermine la spécialisation suivie ; la médecine générale étant devenue une spécialité médicale à part entière, à l'instar du family practice anglo-saxon. Cependant, ce changement de statut a été remis en cause par la Cour de Cassation en 2010, les médecins ayant la qualification de spécialistes en médecine générale ne pouvant coter leurs consultations comme spécialistes.

#### Diplôme d’Études spécialisées de Médecine Générale
En 2008 est créée la Filière Universitaire de Médecine Générale avec la loi du 8 février 2008 et le décret du 28 juillet 2008. Au terme de trois années de formation pratique de 3e cycle (l'internat, une expérience professionnelle préliminaire), une thèse d'exercice est requise pour obtenir le droit d'exercer en tant que docteur en médecine en France. Sans doctorat, l'étudiant peut exercer en tant que remplaçant après un an et demi (3 semestres) en 3e cycle dont un stage de 6 mois chez un médecin généraliste. La thèse d'exercice en médecine porte sur des travaux de recherche, parfois à partir de séries de patients étudiées statistiquement afin de proposer un avis de prise en charge (d'un point de vue épidémiologique, diagnostique, ou thérapeutique). Elle peut aussi porter sur un sujet médical historique, etc.
Le mémoire de DES permet la qualification de spécialiste en Médecine générale.

#### Formation continue, autoformation
À l'issue de la formation médicale universitaire, les médecins sont soumis à une obligation de formation et d'évaluation de leur pratique médicale : formation médicale continue (FMC) ou développement professionnel continu (DPC) depuis la Loi HPST.
Les groupes de pairs sont des structures qui organisent l'autoformation des médecins généralistes installés sur un secteur proche.
la Visite académique est une autre méthode de développement professionnel continu, par l'entretien avec des formateurs sur le terrain ; parfois réalisée en France par certains délégués de l'Assurance maladie, et donc avec un risque d'influence lié à la dépense médicamenteuse.

### En Belgique
La formation d'un médecin généraliste repose désormais sur six années (auparavant sept) de tronc commun dans une faculté de médecine, suivies de trois années de spécialisation en médecine générale permettant l'obtention du diplôme de médecin généraliste.

## Recherche
La recherche est une partie intégrante de la pratique de la médecine générale.
L'évolution des connaissances en médecine générale passe par une recherche indépendante de groupe pharmaceutique.
En France, les internes en DES s'initient à la recherche médicale dès leur troisième cycle et doivent réaliser un mémoire de DES : projet de recherche en médecine générale suivi par les UFR de médecine.
Différentes structures promeuvent et hébergent cette recherche : CNGE Recherche, SFMG, SFTG, etc.
Toutes les UFR de médecine ont des activités de recherche. Dans la Filière universitaire de médecine générale, elle est portée par chef de clinique de Médecine Générale et Maître de Conférence Universitaire en Médecine générale ainsi que tout professeur des universités praticien ambulatoire en médecine générale, et leurs équipes.

## Revues
Certaines sont assez spécifiques à la médecine générale francophone :
- Exercer, revue francophone de médecine générale analyse en particulier la recherche en médecine générale et la pédagogie.
- La revue Prescrire analyse l'actualité médicamenteuse française en critiquant la recherche pharmaceutique, et revendique son indépendance.

## Syndicats
Certains syndicats sont plus spécifiques, de la médecine générale comme MG France, des enseignants comme le Syndicat National des Enseignants de Médecine Générale. D'autres s'affichent plus polycatégoriels dans le cadre global du syndicat médical.

## Organisation
En France, Le Collège de la médecine générale (CMG), association loi de 1901, regroupe l’ensemble des organisations qui œuvrent pour la discipline "médecine générale", dans les champs professionnel, scientifique et universitaire.

## Accès aux soins, continuité et permanence des soins
Les professionnels, les établissements et réseaux de santé, les organismes d'assurance maladie ou tous autres organismes participant à la prévention et aux soins, et les autorités sanitaires contribuent, avec les usagers, à développer la prévention, garantir l'égal accès de chaque personne aux soins nécessités par son état de santé et assurer la continuité des soins et la meilleure sécurité sanitaire possible (article L110-1 du Code de la santé publique).
Le Royaume-Uni contractualise au travers du National Health Service (NHS) un délai d'accès à un general practitioner (GP, médecin généraliste). En France, les zones en tensions voient des difficultés à s'inscrire comme patient chez un médecin traitant, ou à obtenir un rendez-vous.
La continuité des soins se construit au fil de la relation médecin consultant. La démographie médicale déclinante, et des densités médicales variables la perturbent.
Les inégalités sociales de santé reflètent aussi le milieu social la profession, les études.
Le non recours ou renoncement à des soins peut être lié à des difficultés financières ou des difficultés sociales d'accès à certains praticiens, à certains rendez vous.
Les cabinets libéraux sont dans un tissu qui comporte aussi les centres de PMI, des centres de santé, la santé scolaire.
La permanence des soins est souvent régulée par le centre 15 lié au Samu en dehors des heures ouvrables.
SOS Médecins y participe en milieu urbain et en périurbain.

## Système d'information
Un médecin doit gérer un système d'information qui concerne les dossiers patients ; ainsi que les ressources papier et informatiques de sa formation initiale et continue pour l'aide à la décision médicale et l'aide à la prescription de qualité, médicamenteuse ou non médicamenteuse. Il s'inscrit dans le cadre de l'e-santé.
L'informatique médicale gère les multiples éléments du dossier médical, assiste et alerte sur la prescription médicale, sur la prévention et le dépistage, imprime une ordonnance si besoin.
La technologie de l'aide à la décision clinique reste discutée, et présente de nombreux défis dont la confidentialité, la gestion des données, l'éthique.
L'interface avec l'assurance maladie permet des téléservices dont la télétransmission de la feuille de soins électronique à la caisse primaire d'assurance maladie ou équivalent de l'assuré, de la déclaration de choix de médecin traitant, de formulaires d'arrêt de travail, de certificats d'accident de travail, de déclaration de grossesse, de protocoles d'affection de longue durée…
Un logiciel métier résidant sur l'ordinateur du cabinet, le serveur ou la tablette, est complété par des outils d'aide à la décision (banque de données médicamenteuses type Vidal ou Base Claude Bernard ainsi que des outils, services en ligne comme le DREFC de la SFMG, antibioclic, le CISMeF, le CRAT pour la grossesse et l'allaitement, GESTACLIC pour le suivi de grossesse… La SFMG recense les principaux accès numériques des médecins dans sa « doc du doc », en accès libre pouvant aussi favoriser le dialogue consultant-médecin.
Des résultats d'examen complémentaires biologiques sont intégrées par des messageries sécurisées par Apicrypt par exemple, ou bien des intermédiaires sécurisés comme bioserveur.
Le dossier médical personnel enlisé ne permet pas (en 2016) de relier les intervenants autour d'un patient.
La messagerie sécurisée MSSAnté lancée par ASIP Santé ou une messagerie sécurisée par Apicrypt permettent des échanges sécurisées entre professionnels de santé.
La maîtrise par les médecins eux-mêmes de ces outils et leur indépendance professionnelle par rapport à l'industrie pharmaceutique, l'assurance maladie ou les mutuelles est un enjeu fort de santé publiquedonnées de santé.
Les données de santé sont convoitées par de multiples acteurs économiques, assurances, d'information (les GAFA)..
La Carte de professionnel de santé sécurise l'accès à des données personnelles, et signe une feuille de soins électronique et des lots de télétransmission; conjointement avec la carte vitale de l' assuré.
L'historique des remboursements permet d'accéder aux dates des dernières consultations, dernières délivrances de médicaments, analyses biologiques, arrêts de travail sur une bonne année.
Cet accès aux informations numériques sur la santé peut avoir lieu au contact du consultant, ou en situation de télémédecine.
La santé mobile permet d'avoir une partie de ces outils sur un téléphone multifonction.

## Prise de rendez-vous
Un secrétariat présent sur place, ou téléphonique, peut gérer les questions et demandes de prise en charge, de rendez-vous des consultants.
La prise de rendez-vous par un service en ligne se développe. L'acteur principal est Doctolib, ayant racheté MonDocteur soutenu par Lagardère News et partenaire de Doctissimo, avec la concurrence d'autres structures (PagesJaunesDoc, etc.).
Rester indépendants, et ne pas se retrouver contraint par un ou des acteurs qui domineraient le marché, est un objectif (voir les controverses sur la réservation en ligne par booking.com, et la relation de dépendance instaurée vis-à-vis des hôteliers).
Des éditeurs de logiciels se rapprochent en 2017 de solutions de prise de rendez-vous en ligne,.

## Rémunération
En Belgique les revenus professionnels des médecins généralistes doublent en dix ans pour atteindre en moyenne, hors charges de gestion et fonctionnement de leurs cabinets de consultation, 93 243 euros en 2009.
En 2013, les médecins généralistes en France ont gagné en moyenne 81 600 euros (6 800 euros par mois). À noter qu'en France, comme dans de nombreux pays de l'OCDE, le mode de rémunération évolue : du traditionnel paiement à l'acte, se rajoute progressivement les rémunérations forfaitaires à compter de 1997, puis une part de capitation à partir de la généralisation de la rémunération sur objectifs de santé publique en 2011.
Le 8 février 2024, l'Assurance-maladie française propose à la suite d'une séance de négociation avec les syndicats de médecins libéraux d'augmenter le prix de la consultation de 26,50 euros à 30 euros.
L'évolution sur vingt ans des revenus professionnels a été étudiée en Suisse : en pratique privée, ils ont baissé de 19 % pour les spécialistes, de 14 % pour les généralistes, atteignant 189 602 francs suisses en moyenne en 2007-2008, soit 156 000 euros environ.
Les revenus professionnels des médecins généralistes ont baissé dans tous les pays européens de 1975 à 1990, marquant ensuite de grandes disparités après une hausse substantielle au Royaume-Uni entre 2000 et 2005.

## Influence des laboratoires pharmaceutiques
Un grand nombre de médecins reçoivent des cadeaux de la part des « visiteurs médicaux » mandatés par des grands laboratoires pharmaceutiques. Dons de matériels, invitations, frais de restauration ou prise en charge de voyages d’agrément sont d’usage lors de ces visites commerciales pour vanter les mérites d’un médicament, les laboratoires espérant en tirer profit.
D’après une étude de chercheurs de l’université de Rennes 1, du CHU de Rennes et de l’Inserm publiée en 2019, « les médecins qui ne reçoivent pas de cadeau des firmes pharmaceutiques signent plus souvent des ordonnances moins coûteuses et prescrivent davantage de génériques – des médicaments moins chers avec une efficacité identique. Ils prescrivent aussi moins de médicaments dont la balance bénéfices/risques est défavorable, notamment les vasodilatateurs et les benzodiazépines pour le sommeil ou l’anxiété. De façon plus générale, plus les médecins reçoivent des cadeaux de la part des labos, plus ils ont de mauvais résultats selon les indicateurs de qualité et de quantité. »